# Länsväg AC 568
Länsväg AC 568 är en övrig länsväg i Nordmalings kommun i Västerbottens län (Ångermanland) som går mellan Öre och Kråken i Nordmalings distrikt (Nordmalings socken). Vägen är 10,5 kilometer lång, asfalterad och passerar bland annat genom byn Nedre Öre. Hastighetsgränsen är 70 km/h förutom tre kortare sträckor inom byarna Öre, Nedre Öre respektive Kråken där den är 50 km/h. Vägen har Bärighetsklass 1.
Vägen ansluter till:
- Länsväg AC 514 (vid Öre)